# White Star (Canada)
White Star is een klein dorp in de Canadese provincie Saskatchewan. White Star ligt ten noorden van Prince Albert, de op twee na grootste stad van Saskatchewan.